# 陸川菜乃
陸川 菜乃（りくかわ なの、1984年4月-)は、日本のAV女優である。

## 経歴
2006年3月に『ぽちゃぽちゃプリンセス・プリティ 究極！』で、AV女優としてデビュー。

## 作品

### アダルトビデオ
2006年
- ぽちゃぽちゃプリンセス・プリティ 究極!（2006年3月24日、レイディックス）
- いやしのぽっちゃり娘（2006年4月15日、アレックス）
- 痴女男虐 ムニュッ!超乳痴娘（2006年6月8日、イズム）
- ぽちゃぽちゃ遊戯! ボクの前にぽっちゃり天使が舞い降りた!（2006年6月17日、OFFICE K'S）
- Pocha Friends（2006年6月23日、レイディックス）
- 豚浴温泉　変態オヤジとぽっちゃり娘の旅（2006年7月10日、AVS）

2007年
- GEKIカワ！！ぽちゃドルNANOちゃん（2007年1月8日、ハートフル）
- オフィスケイズの『SEX』4時間（2007年2月10日、OFFICE K'S）*
- オフィスケイズの『フェラチオ』4時間（2007年2月10日、OFFICE K'S）*
- 初脱ぎ!ぽっちゃりアイドルSP（2007年6月20日、アレックス）*
- 巨乳×巨尻 豊満美人02（2007年7月21日、アカデミック）
- ぽちゃぽちゃプリンセス・プリティ 豊作!（2007年8月24日、レイディックス）*

2008年
- ぽちゃブルマ（2008年1月25日、モデスト）
- ぽっちゃりオナニーSPECIAL（2008年5月21日、アカデミック）*
- 豊満美人EX（2008年8月20日、アカデミック）*
- 豊満女子2　巨尻騎乗位中出し　陸川菜乃92kg（2008年8月31日、赫夜姫映像）※PPVネット配信

注：「*」印 = オムニバス作品